# Championnats du monde de cyclisme sur piste 1907
Navigation
Genève 1906 Berlin/Leipzig 1908
Les Championnats du monde de cyclisme sur piste 1907 ont eu lieu du 4 au 7 juillet à Paris, en France,.

## Résultats

### Podiums professionnels
| Compétition | Or                    | Argent                      | Bronze                      |
| ----------- | --------------------- | --------------------------- | --------------------------- |
| Vitesse     | Émile Friol France    | Henry Mayer Empire allemand | Walter Rütt Empire allemand |
| Demi-fond   | Louis Darragon France | Karel Verbist Belgique      | Georges Parent France       |

### Podiums amateurs
| Compétition | Or                            | Argent                 | Bronze                  |
| ----------- | ----------------------------- | ---------------------- | ----------------------- |
| Vitesse     | Jean Devoissoux France        | André Auffray France   | Camille Avrillon France |
| Demi-fond   | Leon Meredith Grande-Bretagne | Victor Tubbax Belgique | Maurice Brocco France   |

## Tableau des médailles
| Rang | Nation          | Or | Argent | Bronze | Total |
| ---- | --------------- | -- | ------ | ------ | ----- |
| 1    | France          | 3  | 1      | 3      | 7     |
| 2    | Grande-Bretagne | 1  | 0      | 0      | 1     |
| 3    | Belgique        | 0  | 2      | 0      | 2     |
| 4    | Allemagne       | 0  | 1      | 1      | 2     |